# أنطوان غريزمان
أنطوان غريزمان (بالفرنسية: Antoine Griezmann؛
تنطق بالفرنسية: [ɑ̃twan ɡʁijɛzman]
؛ (21 مارس 1991) هو لاعب كرة قدم فرنسي وُلد وترعرع في ماكون. يلعب في مركز الهجوم مع نادي أتلتيكو مدريد في الدوري الإسباني وكان يلعب مع منتخب فرنسا.
بدأ مسيرته مع ريال سوسيداد وظهر في قميص النادي لأول مرة في 2009 وفاز بلقب دوري الدرجة الثانية الإسباني في أول موسم له مع النادي. غادر ريال سوسيداد بعد خمسة مواسم إلى أتلتيكو مدريد مقابل مبلغ 30 مليون يورو. على الرغم من تميزه في مركز الجناح أثناء مشاركته مع سوسيداد، إلا أن غريزمان تكييف باللعب كمهاجم مع أتلتيكو مدريد، وسرعان ما أصبح اللاعب الأهم في الفريق. حطم الرقم القياسي في عدد الأهداف عن أول موسم له مع أتلتيكو وتم اختياره ضمن فريق الموسم 2014–15 في الدوري الأسباني. كما حصل على جائزة أفضل لاعب في الدوري الإسباني لعام 2016، وتم ترشيحه لجائزة الفيفا لأفضل لاعب في عام 2016 وجائزة الكرة الذهبية 2016، وحصل على المركز الثالث في كلتا الجائزتين. في وقت لاحق من عام 2018، تم ترشيحه مرة أخرى لعام 2018 لجائزة الفيفا لأفضل لاعب وجائزة الكرة الذهبية 2018، واحتل المركزين السادس والثالث على التوالي. كما فاز في الدوري الأوروبي 2017–18، وسجل هدفين في النهائي وفاز أيضًا بكأس السوبر الأوروبي 2018. في يوليو 2019، غادر غريزمان أتلتيكو لينضم إلى غريمه في الدوري برشلونة في صفقة بقيمة 120 مليون يورو، مما جعله رابع أغلى لاعب كرة قدم في التاريخ آنذاك.
لعب غريزمان مع المنتخب الفرنسي للفئات السنية تحت 19 وتحت 20 وتحت 21، وفي عام 2010 وكان جزءًا من الفريق الذي فاز بلقب بطولة أوروبا تحت 19 سنة التي أقيمت في فرنسا. شارك لأول مرة بقميص المنتخب الفرنسي الأول عام 2014 ولعب في كأس العالم ف الذي أقيم في البرازيل في تلك السنة، وساعد منتخبه على الوصول إلى دور الثمانية. وحصل غريزمان على جائزة الحذاء الذهبي في بطولة أمم أوروبا 2016 كأفضل هداف كما تم اختياره كأفضل لاعب في البطولة، حيث أنهى المنتخب الفرنسي –المستضيف– البطولة كوصيف بعد الهزيمة أمام البرتغال في المباراة النهائية 1–0. وفاز في وقت لاحق بكأس العالم 2018، وهي البطولة التي سجل فيها أربعة أهداف، والتي حصل بها على الحذاء الفضي باعتباره ثاني أفضل هداف في البطولة، كما فاز بجائزة الكرة البرونزية كثالث أفضل لاعب، وحصل على لقب رجل المباراة في النهائي.

## مسيرته الكروية

### ريال سوسيداد
يوم 2 سبتمبر 2009، لعب غريزمان أول مباراة رسمية له مع ريال سوسيداد في مباراة في كأس ملك إسبانيا ضد رايو فايكانو حيث دخل كبديل في الدقيقة السابعة والسبعين في مباراة انتهت بفوز رايو بنتيجة 2–0. يوم 6 سبتمبر، لعب أول مباراة له في الدوري بعد دخوله كبديل في مباراة ضد ريال مورسيا انتهت بالتعادل السلبي. يوم 27 سبتمبر، لعب أول مباراة له مع النادي كلاعب أساسي كما سجل أول هدف له كمحترف ضد نادي هويسكا وانتهت المباراة بنتيجة 2–0 لصالح ريال سوسيداد. بعد أسبوعين، سجل غريزمان هدفه الثاني في المنافسة في مباراة ضد سالامانكا انتهت بفوز ريال سوسيداد بهدفين نظيفين.

### أتلتيكو مدريد
يوم 28 يوليو 2014، وصل أتلتيكو مدريد إلى اتفاق مع ريال سوسيداد على انتقال غريزمان مقابل مبلغ قُدر ب30 مليون يورو. تجاوز اللاعب الاختبارات الطبية في ذات اليوم ووقع مع النادي على عقد مدته 6 سنوات يوم 29 يوليو.

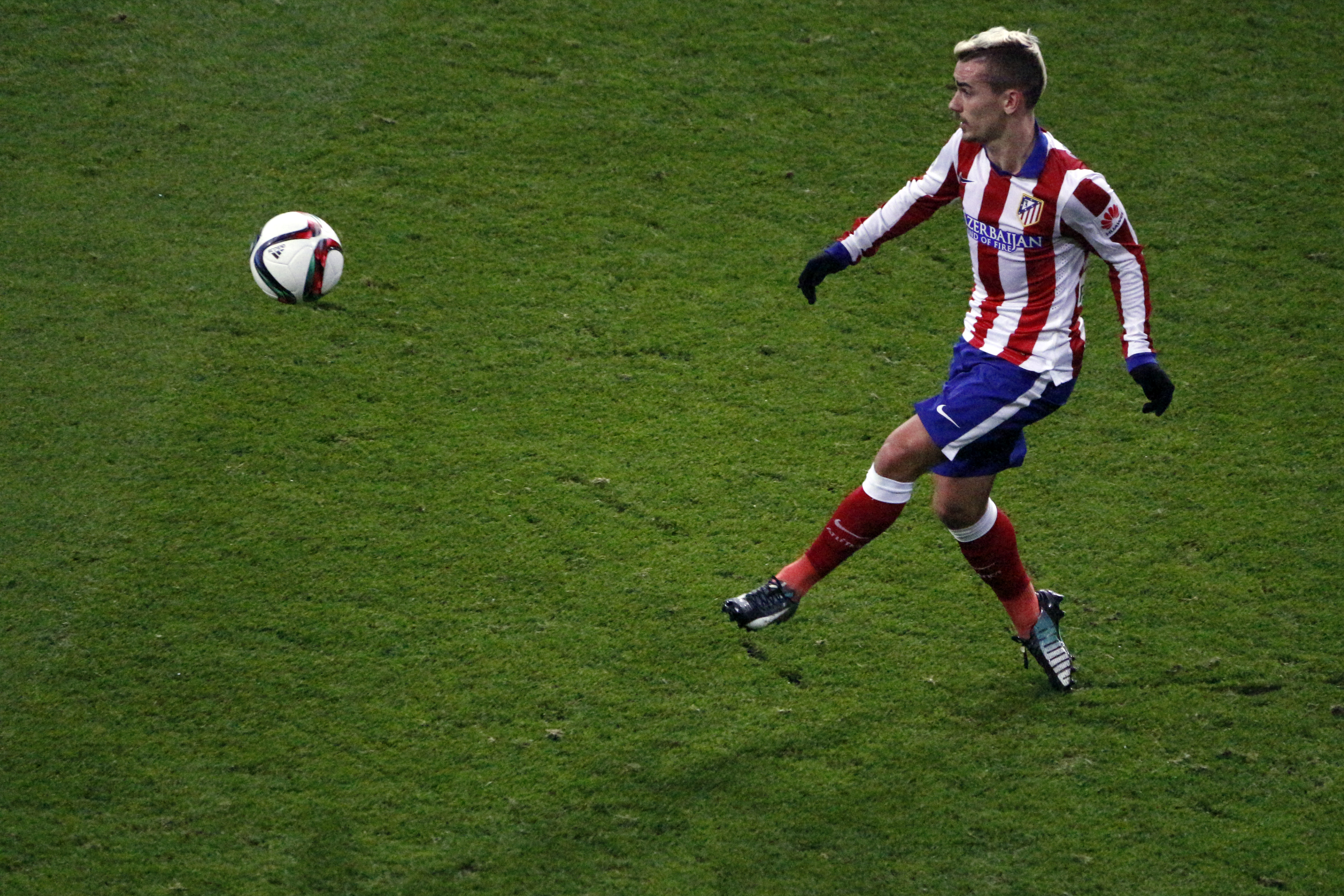
غريزمان في ديربي مدريد في يناير 2015

لعب غريزمان أول مباراة رسمية له مع الأتليتي يوم 19 أغسطس في مباراة ذهاب كأس السوبر الإسباني 2014 التي انتهت بنتيجة 1–1 في البرنابيو بعد أن دخل بديلًا لساؤول في الدقيقة 57. يوم 17 سبتمبر، سجل اللاعب أول هدف له مع أتلتيكو مدريد في مباراة مجموعات في دوري أبطال أوروبا ضد أولمبياكوس في مباراة خسرها الروخي بلانكوس بنتيجة 3–2. يوم الأول من نوفمبر، سجل غريزمان هدفين ضد قرطبة في مباراة فاز بها الأتلتيكو بنتيجة 4–2 وكانا أول أهدافه في الدوري مع النادي. يوم 21 ديسمبر 2014، سجل الفرنسي أول هاتريك له مع أتلتيكو ضد أتلتيك بيلباو في مباراة انتصر فيها النادي المدريدي بنتيجة 4–1. وحاز على جائزة لاعب الشهر لشهر يناير رُغم أنه لم يشارك إلا في ثلاث مباريات من مباريات أتلتيكو الخمس في ذلك الشهر.
يوم 25 أبريل 2015، سجل غريزمان هدفين ضد إلتشي في مباراة انتهت بنتيجة 3–0 لصالح أتلتيكو، ما رفع رصيده إلى 22 هدفًا في الدوري محطمًا بذلك رقم كريم بنزيما كأكثر فرنسي تسجيلًا للأهداف في موسم دوري إسباني واحد.
أنهى غريزمان الموسم بمجموع 22 هدفًا في 37 مباراة واختير في فريق العام في جوائز الليغا السنوية كواحد من أفضل ثلاثة مهاجمين في الدوري الإسباني إلى جانب كل من كريستيانو رونالدو و‌ليونيل ميسي.
سجل غريزمان في أول مبارايات أتلتيكو في موسم 2015–16 ضد لاس بالماس الصاعد حديثًا من دوري الدرجة الثانية وذلك من خلال ركلة حرة متقنة لتنتهي المباراة بفوز الأتليتي بهدف نظيف. يوم 15 سبتمبر، سجل غريزمان هدفي فريقه ضد نادي غلطة سراي التركي في دور مجموعات دوري الأبطال في مباراة انتهت بنتيجة 2–0. بعد أسبوع من ذلك، سجل هدفين آخرين ضد جار الأتلتي خيتافي واضعًا بذلك فريقه في صدارة الترتيب. يوم 18 أكتوبر، في مباراة ضد ناديه السابق ريال سوسيداد سجل غريزمان في الدقيقة التاسعة مساهمًا في فوز فريقه بنتيجة 2–0. يوم 25 نوفمبر، أعاد غريزمان الكرة وسجل اللاعب هدفين آخرين ضد غلطة سراي في مباراة دور المجموعات الثانية والتي انتهت أيضًا بنتيجة 2–0.
يوم 27 فبراير، سجل غريزمان هدفًا ضد ريال مدريد في السانتياغو برنابيو أهدى فريقه الفوز بنتيجة 1–0 وعزز موقعه في الوصافة. يوم 13 أبريل، سجل اللاعب الهدفين الذين أقصيا حامل اللقب برشلونة من ربع نهائي دوري أبطال أوروبا. يوم 3 مايو، سجل غريزمان الهدف الحاسم الذي أقصى بايرن ميونخ من دوري الأبطال وأرسل الأتلتي إلى النهائي. في النهائي يوم 28 مايو ضد ريال مدريد، لم ينجح غريزمان في تسجيل ضربة الجزاء التي أوكلت إليه حيث ضربت كرته العارضة وسجل في ركلات الترجيح إلا أن فريقه خسر فيها بنتيجة 5–3.
يوم 23 يونيو، وقع غريزمان على عقد جديد مع أتلتيكو سيستمر بموجبه مع النادي حتى 2021. في 14 مايو 2019، أعلن غريزمان أنه سيغادر أتلتيكو مدريد مع نهاية الموسم، بعد ارتباطه الشديد ببرشلونة، الذي يقال إنه كان ينوي دفع الشرط الجزائي البالغ 120 مليون يورو الذي حدده النادي.

#### 2018–19: الموسم الأخير مع أتلتيكو

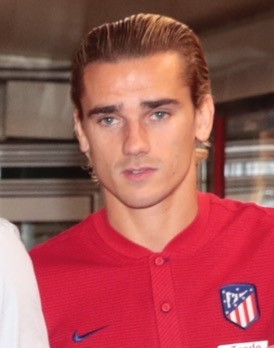
غريزمان مع أتلتيكو في 2017

في 15 أغسطس، شارك غريزمان كأساسي في فوز أتلتيكو 4–2 في الأشواط الإضافية على ريال مدريد في كأس السوبر الأوروبي 2018 في تالين.
في مباراة المجموعات الثانية من دوري الأبطال، سجل غريزمان هدفين في ليحقق لفريقه الفوز 3–1 على أرضه على بطل الدوري البلجيكي كلوب بروج. في وقت لاحق من الجولة 4، سجل هدف أتلتيكو الثاني ضد بوروسيا دورتموند الألماني. في المباراة التالية، سجل مرة أخرى الهدف الثاني بفوزه 2–0 على موناكو الفرنسي، لضمان تأهل فريقه للجولة التالية من دوري الأبطال.
في 15 ديسمبر، لعب غريزمان مباراته رقم 300 في الدوري الإسباني، وهي المباراة التي سجل فيها هدفين وصنع آخر، حيث فاز أتلتيكو مدريد 3–2 خارج أرضه أمام بلد الوليد. في الأسبوع التالي، سجل هدفه المهني رقم 200، على أرضه في مباراة الفوز 1–0 على إسبانيول. في 26 يناير، في المباراة التي أقيمت على أرضه ضد خيتافي، سجل هدفه العاشر في الدوري لهذا الموسم بفوزه 2–0 حيث قلّص أتلتيكو الفجوة بينه وبين المتصدر برشلونة إلى نقطتين فقط. في 10 فبراير، سجل في مباراة الهزيمة 3–1 في الديربي ضد ريال مدريد، ليعادل رقم فرناندو توريس – الذي كسره في وقت لاحق في الأسبوع التالي بتسجيله الهدف الوحيد في مباراة الفوز 1–0 أمام رايو فايكانو، ليصبح خامس أعلى هداف في تاريخ أتلتيكو بـ130 هدفا.
يوم 23 يونيو، وقع غريزمان على عقد جديد مع أتلتيكو سيستمر بموجبه مع النادي حتى 2021.
في 14 مايو 2019، أعلن غريزمان أنه سيغادر أتلتيكو مدريد مع نهاية الموسم، بعد ارتباطه الشديد ببرشلونة، الذي يقال إنه كان ينوي دفع الشرط الجزائي البالغ 120 مليون يورو الذي حدده النادي.

### برشلونة

#### 2019–21: البداية مع برشلونة والصراعات
في 12 يوليو 2019، أعلن برشلونة عن التوقيع مع غريزمان بعد أن دفع قيمة شرطه الجزائي البالغة 120 مليون يورو إلى أتلتيكو مدريد. من المقرر أن يوقع غريزمان عقدًا لمدة خمس سنوات مع النادي. شارك غريزمان في أول مباراة رسمية مع برشلونة في 16 أغسطس في مباراة الهزيمة 1–0 أمام أتلتيك بيلباو. في 25 أغسطس، سجل غريزمان أول هدفين له مع برشلونة في مباراة الفوز 5–2 أمام ريال بيتيس على كامب نو. بعد دخوله كبديل عن عثمان ديمبيلي المصاب بعد 26 دقيقة من الشوط الأول، سجل هدفه الأول في دوري أبطال أوروبا مع النادي في 27 نوفمبر 2019 في مباراة الفوز 3–1 على بوروسيا دورتموند بصناعة من ليونيل ميسي. في مباراة كأس السوبر الإسباني ضد أتلتيكو مدريد، سجل غريزمان الهدف الثاني لفريقه ضد فريقه السابق في مباراة الهزيمة 2–3. أصبح غريزمان أول لاعب في الموسم يسجل في كل البطولات الكبرى التي يشارك فيها برشلونة عندما سجل ثنائية في كأس الملك ضد إيبيزا في مباراة الفوز 2–1. في 25 فبراير 2020، سجل غريزمان هدف التعادل لبرشلونة في مباراة دور الستة عشر بدوري أبطال أوروبا 1–1 ضد نابولي، ليصبح أول لاعب لبرشلونة بخلاف ميسي يسجل هدفًا خارج أرضه في دوري أبطال أوروبا في مرحلة خروج المغلوب منذ عام 2015.
في 1 نوفمبر 2020، سجل غريزمان هدفه الأول في موسم 2020–21 في مباراة التعادل 1–1 خارج أرضه ضد ألافيس. في 17 يناير 2021، سجل غريزمان ثنائية في الخسارة 3–2 ضد أتلتيك بيلباو في نهائي كأس السوبر الإسباني 2020–21. في 3 فبراير، سجل غريزمان وصنع هدفين حيث عاد برشلونة بعد أن كان متأخراً 2–0 حتى الدقيقة 88 ليفوز 5–3 في الأشواط الإضافية ضد غرناطة في ربع نهائي كأس الملك. في نهائي كأس الملك 2021، سجل غريزمان الهدف الأول في الفوز 4–0 على أتلتيك بيلباو وفاز بأول لقب له مع برشلونة.

## مسيرته الدولية

### الشباب
بسبب لعبه في إسبانيا، لم يتم اكتشاف غريزمان من مدربي المنتخب الشبابي لفرنسا. بعد نجاحه مع ريال سوسيداد، في 23 فبراير 2010، اختير ضمن فريق فرنسا تحت 19 عامًا للمشاركة في مباراتين وديتين أمام أوكرانيا. في 2 مارس، قام غريزمان بعرضه الدولي الشبابي لأول مرة عندما شارك في تعادل الفريق 0-0 مع أوكرانيا. في مباراة العودة بعد يومين، سجل هدف الفوز في الدقيقة 88 ليمنح فرنسا انتصارًا 2-1. في 7 يونيو، أُختير غريزمان ضمن تشكيلة المدرب فرانسيس سميريكي للمشاركة في بطولة كأس الأمم الأوروبية للشباب تحت 19 عامًا 2010. في البطولة، سجل هدفين وصنع تمريرة حاسمة في المباراة الثانية للفريق في مرحلة المجموعات أمام النمسا، والتي انتهت بفوز فرنسا 5-0، وانتهت بفوز المنتخب الوطني بالبطولة على أرضه.
نتيجة لفوز فرنسا في بطولة كأس الأمم الأوروبية للشباب تحت 19 عامًا، تأهلت البلاد لكأس العالم تحت 20 عامًا لعام 2011، مما جعل غريزمان يحصل على فرصة المشاركة مع فريق تحت 20 عامًا. في 28 سبتمبر 2010، أُستدعيَ للانضمام إلى الفريق للمشاركة في مباريات ودية أمام البرتغال والفريق الاحتياطي لنادي يوفنتوس الإيطالي. ومع ذلك، لم يشارك غريزمان في أي من المباراتين بسبب إصابته في الفخذ خلال جلسة تدريبية، مما أدى إلى إرجاعه إلى الوطن مبكرًا. في الشهر التالي، وعلى الرغم من استمرار إمكانيته للمشاركة على مستوى تحت 20 عامًا، أُستدعيَ لفريق تحت 21 عامًا من قبل المدرب إريك مومبيرت كبديل لجابرييل أوبيرتان المصاب، للمشاركة في مباراة ودية أمام روسيا. شارك غريزمان في المباراة كبديل في الشوط الثاني وانتهت بهزيمة 1-0.
بعد مشاركته في مباراتين مع الفريق تحت 21 عامًا، عاد غريزمان للمشاركة مع الفريق تحت 20 عامًا وشارك لأول مرة مع الفريق في 9 فبراير 2011 في فوز 2-1 على إنجلترا، حيث قدم تمريرة حاسمة لتسجيل كليمان جرينييه. في 10 يونيو 2011، أختير ضمن التشكيلة المؤلفة من 21 لاعبًا للمشاركة في كأس العالم تحت 20 عامًا. شارك لأول مرة في البطولة في 30 يوليو 2011 وانتهت المباراة بهزيمة الفريق 4-1 أمام كولومبيا. في 10 أغسطس، سجل غريزمان هدف الفوز في مباراة ثمن النهائي ضد الإكوادور، ليمنح فرنسا الفوز 1-0.

### المنتخب الأول
يوم 27 فبراير 2014، استدعي غريزمان لمنتخب فرنسا من قبل ديدييه ديشامب ليلعب في مباراة ودية ضد منتخب هولندا في ملعب فرنسا. ظهر غريزمان كلاعب أساسي لمنتخبه لأول مرة يوم 5 مارس في مباراة انتهت بنتيجة 2–0 لصالح ضد الخصم ذاته.

### كأس العالم 2014
يوم 13 مايو، استدعاه ديدييه ديشان للتشكيلة الفرنسية المشاركة في كأس العالم 2014. سجل غريزمان أول هدف له مع المنتخب الفرنسي يوم 1 يونيو في مباراة ضد باراغواي انتهت بنتيجة 1–1. وسجل هدفين أمام جامايكا بعدما دخل كبيدل لأوليفيه جيرو في آخر المباريات التحضيرية للمنتخب الفرنسي.

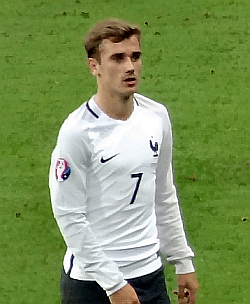
غريزمان ضد سويسرا في بطولة أمم أوروبا 2016

استدعي يوم 15 يونيو 2014 ليبدأ كأساسي في أول مباراة لفرنسا في كأس العالم ليحل بديلا لفرانك ريبري الذي كان قد أصيب في مباراة جمعت المنتخب الفرنسي بالهندوراس.

### يورو 2016
لعب غريزمان كأساسي في أولى مباريات المنتخب الفرنسي في بطولة أمم أوروبا 2016 المستضافة من قبل فرنسا وفاز المنتخب الفرنسي بهذه المباراة بنتيجة 2–1 أمام رومانيا. في المباراة الثانية ضد ألبانيا، دخل غريزمان كبديل لجيرو في الشوط الثاني وسجل هدفًا في الدقيقة الأخيرة من المباراة لتنتهي بعد ذلك بنتيجة 2–0 وتتأهل بذلك فرنسا إلى دور الستة عشر.
في مباراة ثمن النهائي ضد أيرلندا الشمالية، سجل غريزمان هدفين في الدقيقتين 57 و61 ليقلب بذلك تأخر فرنسا بهدف نظيف لتفوز فرنسا بنتيجة 2–1 وتتأهل لمواجهة آيسلندا في ربع النهائي. في مباراة ربع النهائي، سجل غريزمان هدفًا في الدقيقة 45 ليرتقي إلى صدارة هدافي البطولة وتتأهل فرنسا لمواجهة ألمانيا بعد تغلبها على أيسلندا بنتيجة 5–2. في نصف النهائي، سجل غريزمان هدفين أحدهما من ركلة جزاء في الوقت الإضافي من الشوط الأول والآخر في الدقيقة 72 ليقود بذلك منتخب فرنسا إلى النهائي الأوروبي الثالث في تاريخه.
لم تكن تسديدات غريزمان ورفاقه كافية لهز شباك روي باتريسيو في النهائي وخسرت فرنسا أمام البرتغال بنتيجة 1–0 في الوقت الإضافي. ومع ذلك لم يغادر ذو الخمس وعشرين عامًا البطولة خالي اليدين حيث فاز بالجائزتين الفرديتين الأهم في البطولة وهما جائزة أفضل لاعب في البطولة وجائزة هداف البطولة بمجموع 6 أهداف.

### كأس العالم 2018

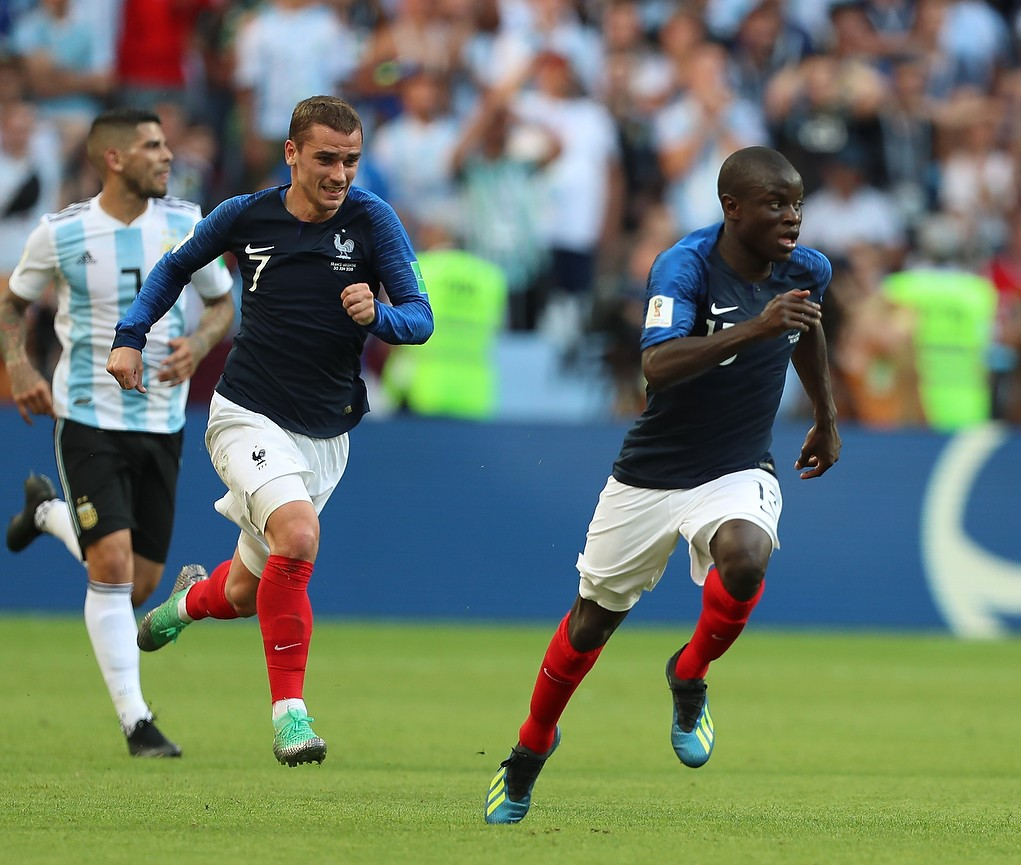
غريزمان (رقم 7) يلعب في دور الستة عشر من كأس العالم 2018 ضد الأرجنتين

في 17 مايو 2018، استدعي غريزمان إلى تشكيلة المنتخب الفرنسي المشاركة في كأس العالم 2018 في روسيا. في 16 يونيو 2018، سبب ركلة جزاء لفريقه وسجلها ليفتتح أول أهداف المباراة التي فازت فيها فرنسا 2–1 على أستراليا في مباراتهم الافتتاحية في البطولة، وكان هذا القرار أول قرار جزائي يتم منحه في مباراة بكأس العالم بمساعدة نظام التحكيم بالفيديو. في 30 يونيو، سجل غريزمان هدف من ركلة جزاء تسبب بها كيليان مبابي في مباراة الفوز 4–3 على الأرجنتين في دور الـ16 من البطولة.
في فوز فرنسا 2–0 على الأوروغواي في ربع النهائي من البطولة في 6 يوليو، صنع غريزمان هدف المباراة الأول الذي سجله رافاييل فاران من ضربة زاوية وسجل الهدف الثاني عن طريق تسديدة من خارج منطقة الجزاء بعد أن أخطأها حارس الأوروغواي فيرناندو موسليرا. في 10 يوليو وفي نصف النهائي ضد بلجيكا وعلى ملعب كريستوفسكي في سانت بطرسبرغ، صنع غريزمان هدف المباراة الوحيد ضربة زاوية، والتي سجلها صامويل أومتيتي.
في 15 يوليو، شارك غريزمان في عدة أهداف في المباراة النهائية ضد كرواتيا، والتي فازت بها فرنسا 4–2. بينما كانت النتيجة 0–0 في الشوط الأول، حصلت فرنسا على خطأ تسبب به غريزمان بعد أن تعرض للعرقلة من قبل مارسيلو بروزوفيتش. تقدم غريزمان للعب الركلة الحرة من على بعد 30 ياردة (27 متر)، ليضعها مهاجم كرواتيا ماريو ماندجوكيتش برأسه في مرمى فريقه بالخطأ ليعطي فرنسا التقدم في الدقيقة 18. تعادلت كرواتيا، لكن غريزمان سجل ركلة جزاء في الدقيقة 38 بعد أن عاد الحكم إلى تقنية الفيديو ليعطي التقدم فرنسا مرة أخرى 2–1. في الشوط الثاني، صنع هدف بول بوغبا بشكل غير مباشر ليسجل لاعب الوسط الهدف الثالث لفرنسا. ونظراً لأداءه تم منح غريزمان لقب رجل المباراة النهائية، كما تم اختياره كثالث أفضل لاعب في البطولة خلف كل من لوكا مودريتش وإدين هازارد، وحصل على الكرة البرونزية.

### دوري الأمم الأوروبية 2018–19
في الجولة الثالثة من دوري الأمم الأوروبية، سجل غريزمان هدفين في الشوط الثاني حيث جاء بطل العالم من الخلف ليهزم ألمانيا 1–2 في باريس.

### اعتزاله
بتاريخ 30 سبتمبر 2024، أعلن أنطوان غريزمان اعتزاله اللعب دوليًا، وقال اللاعب عبر وسائل التواصل الاجتماعي: "اليوم، بعاطفة شديدة أعلن اعتزالي اللعب مع منتخب فرنسا". وأضاف: "بعد عشر سنوات رائعة مليئة بالتحديات والنجاحات واللحظات التي لا تنسى، حان الوقت لي لأطوي صفحة وأفسح المجال للجيل الجديد. كان ارتداء هذا القميص بمثابة شرف وامتياز".

## الإحصائيات

### النادي
آخر تحديث 8 فبراير 2025.
| النادي                | الموسم   | الدوري                         | الدوري | الدوري  | الكأس الوطني | الكأس الوطني | أوروبا | أوروبا  | أخرى   | أخرى    | المجموع | المجموع |
| النادي                | الموسم   | الدرجة                         | الظهور | الأهداف | الظهور       | الأهداف      | الظهور | الأهداف | الظهور | الأهداف | الظهور  | الأهداف |
| --------------------- | -------- | ------------------------------ | ------ | ------- | ------------ | ------------ | ------ | ------- | ------ | ------- | ------- | ------- |
| ريال سوسيداد          | 2009–10  | الدوري الإسباني الدرجة الثانية | 39     | 6       | 1            | 0            | —      | —       | —      | —       | 39      | 6       |
| ريال سوسيداد          | 2010–11  | الدوري الإسباني                | 37     | 7       | 2            | 0            | —      | —       | —      | —       | 39      | 7       |
| ريال سوسيداد          | 2011–12  | الدوري الإسباني                | 35     | 7       | 3            | 1            | —      | —       | —      | —       | 38      | 8       |
| ريال سوسيداد          | 2012–13  | الدوري الإسباني                | 34     | 10      | 1            | 1            | —      | —       | —      | —       | 35      | 11      |
| ريال سوسيداد          | 2013–14  | الدوري الإسباني                | 35     | 16      | 7            | 3            | 8      | 1       | —      | —       | 50      | 20      |
| ريال سوسيداد          | المجموع  | المجموع                        | 180    | 46      | 14           | 5            | 8      | 1       | —      | —       | 201     | 52      |
| أتلتيكو مدريد         | 2014–15  | الدوري الإسباني                | 37     | 22      | 5            | 1            | 9      | 2       | 2      | 0       | 53      | 25      |
| أتلتيكو مدريد         | 2015–16  | الدوري الإسباني                | 38     | 22      | 3            | 3            | 13     | 7       | —      | —       | 54      | 32      |
| أتلتيكو مدريد         | 2016–17  | الدوري الإسباني                | 36     | 16      | 5            | 4            | 12     | 6       | —      | —       | 53      | 26      |
| أتلتيكو مدريد         | 2017–18  | الدوري الإسباني                | 32     | 19      | 3            | 2            | 7      | 3       | —      | —       | 33      | 20      |
| أتلتيكو مدريد         | 2018–19  | الدوري الإسباني                | 37     | 15      | 2            | 2            | 8      | 4       | 1      | 0       | 48      | 21      |
| أتلتيكو مدريد         | المجموع  | المجموع                        | 180    | 94      | 18           | 12           | 56     | 27      | 3      | 0       | 257     | 133     |
| برشلونة               | 2019–20  | الدوري الإسباني                | 35     | 9       | 3            | 3            | 9      | 2       | 1      | 1       | 48      | 15      |
| برشلونة               | 2020–21  | الدوري الإسباني                | 36     | 13      | 6            | 3            | 7      | 2       | 2      | 2       | 43      | 15      |
| برشلونة               | 2021–22  | الدوري الإسباني                | 3      | 0       | —            | —            | —      | —       | —      | —       | 3       | 0       |
| برشلونة               | المجموع  | المجموع                        | 74     | 22      | 9            | 6            | 16     | 4       | 3      | 3       | 102     | 35      |
| أتلتيكو مدريد (إعارة) | 2021–22  | الدوري الإسباني                | 26     | 3       | 1            | 1            | 9      | 4       | —      | —       | 36      | 8       |
| أتلتيكو مدريد         | 2022–23  | الدوري الإسباني                | 38     | 15      | 4            | 0            | 6      | 1       | —      | —       | 48      | 16      |
| أتلتيكو مدريد         | 2023–24  | الدوري الإسباني                | 33     | 16      | 4            | 1            | 10     | 6       | 1      | 1       | 48      | 24      |
| أتلتيكو مدريد         | 2024–25  | الدوري الإسباني                | 23     | 8       | 2            | 1            | 8      | 6       | —      | —       | 33      | 15      |
| أتلتيكو مدريد         | المجموع  | المجموع                        | 120    | 42      | 12           | 3            | 33     | 17      | 1      | 1       | 166     | 63      |
| الإجمالي              | الإجمالي | الإجمالي                       | 554    | 204     | 53           | 26           | 114    | 49      | 7      | 4       | 727     | 283     |

1. ↑  المباريات في كأس ملك إسبانيا
2. 1 2 3 4 5 6 7 8 9 10 11 12  المباريات في دوري أبطال أوروبا
3. 1 2 3  المباريات في كأس السوبر الإسباني
4. ↑  جميع المباريات في الدوري الأوروبي
5. ↑  المشاركة في كأس السوبر الإسباني

### المنتخب
آخر تحديث 31 مارس 2021.
| المنتخب | العام   | الظهور | الأهداف |
| ------- | ------- | ------ | ------- |
| فرنسا   | 2014    | 14     | 5       |
| فرنسا   | 2015    | 10     | 1       |
| فرنسا   | 2016    | 15     | 8       |
| فرنسا   | 2017    | 10     | 5       |
| فرنسا   | 2018    | 18     | 7       |
| فرنسا   | 2019    | 11     | 4       |
| فرنسا   | 2020    | 8      | 3       |
| فرنسا   | 2021    | 3      | 2       |
| المجموع | المجموع | 89     | 35      |

#### الأهداف الدولية
اعتبارًا من 31 مارس 2021.
| #  | التاريخ        | المكان                                         | م. | الخصم           | الهدف | النتيجة | المسابقة                       |
| -- | -------------- | ---------------------------------------------- | -- | --------------- | ----- | ------- | ------------------------------ |
| 1  | 1 يونيو 2014   | أليانز ريفييرا، نيس، فرنسا                     | 3  | باراغواي        | 1–0   | 1–1     | ودية                           |
| 2  | 8 يونيو 2014   | ملعب بيار موروا، فيلينوف داسك، فرنسا           | 4  | جامايكا         | 7–0   | 8–0     | ودية                           |
| 3  | 8 يونيو 2014   | ملعب بيار موروا، فيلينوف داسك، فرنسا           | 4  | جامايكا         | 8–0   | 8–0     | ودية                           |
| 4  | 14 أكتوبر 2014 | ملعب فازكين سركيسيان الجمهوري، يريفان، أرمينيا | 12 | أرمينيا         | 3–0   | 3–0     | ودية                           |
| 5  | 14 نوفمبر 2014 | ملعب روت دو لوريان، رين، فرنسا                 | 13 | ألبانيا         | 1–1   | 1–1     | ودية                           |
| 6  | 8 أكتوبر 2015  | أليانز ريفييرا، نيس، فرنسا                     | 21 | أرمينيا         | 1–0   | 4–0     | ودية                           |
| 7  | 25 مارس 2016   | أمستردام أرينا، أمستردام، هولندا               | 25 | هولندا          | 1–0   | 3–2     | ودية                           |
| 8  | 15 يونيو 2016  | ملعب فيلودروم، مارسيليا، فرنسا                 | 29 | ألبانيا         | 1–0   | 2–0     | بطولة أمم أوروبا 2016          |
| 9  | 26 يونيو 2016  | بارك أولمبيك ليون، ليون، فرنسا                 | 31 | جمهورية أيرلندا | 1–1   | 2–1     | بطولة أمم أوروبا 2016          |
| 10 | 26 يونيو 2016  | بارك أولمبيك ليون، ليون، فرنسا                 | 31 | جمهورية أيرلندا | 2–1   | 2–1     | بطولة أمم أوروبا 2016          |
| 11 | 3 يوليو 2016   | ملعب فرنسا، سان دوني، فرنسا                    | 32 | آيسلندا         | 4–0   | 5–2     | بطولة أمم أوروبا 2016          |
| 12 | 7 يوليو 2016   | ملعب فيلودروم، مارسيليا، فرنسا                 | 33 | ألمانيا         | 1–0   | 2–0     | بطولة أمم أوروبا 2016          |
| 13 | 7 يوليو 2016   | ملعب فيلودروم، مارسيليا، فرنسا                 | 33 | ألمانيا         | 2–0   | 2–0     | بطولة أمم أوروبا 2016          |
| 14 | 7 أكتوبر 2016  | ملعب فرنسا، سان دوني، فرنسا                    | 37 | بلغاريا         | 3–1   | 4–1     | تصفيات كأس العالم 2018         |
| 15 | 25 مارس 2017   | ملعب جوسي بارتيل، مدينة لوكسمبورغ، لوكسمبورغ   | 40 | لوكسمبورغ       | 2–1   | 3–1     | تصفيات كأس العالم 2018         |
| 16 | 2 يونيو 2017   | ملعب روت دو لوريان، رين، فرنسا                 | 42 | باراغواي        | 5–0   | 5–0     | ودية                           |
| 17 | 31 أغسطس 2017  | ملعب فرنسا، سان دوني، فرنسا                    | 44 | هولندا          | 1–0   | 4–0     | تصفيات كأس العالم 2018         |
| 18 | 10 أكتوبر 2017 | ملعب فرنسا، سان دوني، فرنسا                    | 47 | بيلاروس         | 1–0   | 2–1     | تصفيات كأس العالم 2018         |
| 19 | 10 نوفمبر 2017 | ملعب فرنسا، سان دوني، فرنسا                    | 48 | ويلز            | 1–0   | 2–0     | ودية                           |
| 20 | 1 يونيو 2018   | أليانز ريفييرا، نيس، فرنسا                     | 53 | إيطاليا         | 2–0   | 3–1     | ودية                           |
| 21 | 16 يونيو 2018  | كازان أرينا، كازان، روسيا                      | 55 | أستراليا        | 1–0   | 2–1     | كأس العالم 2018                |
| 22 | 30 يونيو 2018  | كازان أرينا، كازان، روسيا                      | 58 | الأرجنتين       | 1–0   | 4–3     | كأس العالم 2018                |
| 23 | 6 يوليو 2018   | ملعب نيجني نوفغورود، نيجني نوفغورود، روسيا     | 59 | الأوروغواي      | 2–0   | 2–0     | كأس العالم 2018                |
| 24 | 15 يوليو 2018  | ملعب لوجنيكي، موسكو، روسيا                     | 61 | كرواتيا         | 2–1   | 4–2     | نهائي كأس العالم 2018          |
| 25 | 16 أكتوبر 2018 | ملعب فرنسا، سان دوني، فرنسا                    | 65 | ألمانيا         | 1–1   | 2–1     | دوري الأمم الأوروبية 2018–19 أ |
| 26 | 16 أكتوبر 2018 | ملعب فرنسا، سان دوني، فرنسا                    | 65 | ألمانيا         | 2–1   | 2–1     | دوري الأمم الأوروبية 2018–19 أ |
| 27 | 22 مارس 2019   | ملعب زيمبرو، كيشيناو، مولدوفا                  | 68 | مولدوفا         | 1–0   | 4–1     | تصفيات بطولة أمم أوروبا 2020   |
| 28 | 25 مارس 2019   | ملعب فرنسا، سان دوني، فرنسا                    | 69 | آيسلندا         | 4–0   | 4–0     | تصفيات بطولة أمم أوروبا 2020   |
| 29 | 2 يونيو 2019   | ملعب لا بوجوار، نانت، فرنسا                    | 70 | بوليفيا         | 2–0   | 2–0     | ودية                           |
| 30 | 17 نوفمبر 2019 | كمبتاغي أرينا، تيرانا، النمسا                  | 78 | ألبانيا         | 2–0   | 2–0     | تصفيات بطولة أمم أوروبا 2020   |
| 31 | 8 سبتمبر 2020  | ملعب فرنسا، سان دوني، فرنسا                    | 80 | كرواتيا         | 1–1   | 4–2     | دوري الأمم الأوروبية 2019–20 أ |
| 32 | 7 أكتوبر 2020  | ملعب فرنسا، سان دوني، فرنسا                    | 81 | أوكرانيا        | 7–1   | 7–1     | مباراة ودية                    |
| 33 | 14 أكتوبر 2020 | ملعب ماكسيمير، زغرب، كرواتيا                   | 83 | كرواتيا         | 1–0   | 2–1     | دوري الأمم الأوروبية 2020–21 أ |
| 34 | 24 مارس 2021   | ملعب فرنسا، سانت دوني، فرنسا                   | 87 | أوكرانيا        | 1–0   | 1–1     | تصفيات كأس العالم 2022         |
| 35 | 31 مارس 2021   | ملعب جربفيكا، سراييفو، البوسنة والهرسك         | 89 | البوسنة والهرسك | 1–0   | 1–0     | تصفيات كأس العالم 2022         |

## الإنجازات
ريال سوسيداد

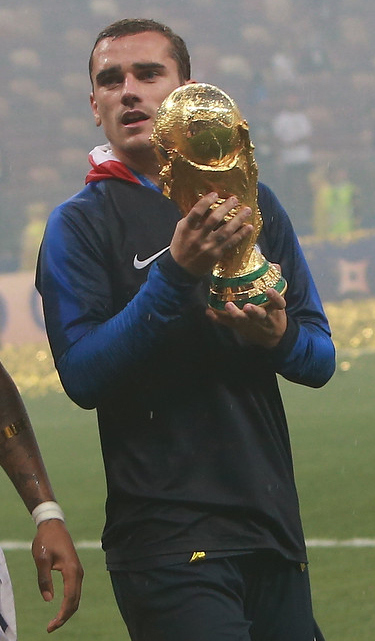
غريزمان يحمل كأس بطولة كأس العالم.

- الدوري الإسباني الدرجة الثانية: 2009–10

 أتلتيكو مدريد
- كأس السوبر الإسباني: 2014
- الدوري الأوروبي: 2017–18[75]
- كأس السوبر الأوروبي: 2018

 برشلونة
كأس ملك إسبانيا: 2020–21
 فرنسا تحت 19 سنة
بطولة أوروبا تحت 19 سنة: 2010
 فرنسا
- كأس العالم: 2018[76]
- دوري الأمم الأوروبية: 2020–21[77]

### الفردية
- جائزة الكرة الذهبية: المركز الثالث 2016،[78] المركز الثالث 2018[10]
- جائزة الفيفا لأفضل لاعب: المركز الثالث 2016،[79] المركز السادس 2018
- بطولة أوروبا تحت 19 سنة فريق البطولة: 2010[80]
- أفضل لاعب في الدوري الإسباني: 2016[81]
- لاعب الشهر في الدوري الإسباني: يناير 2015،[82] أبريل 2015،[83] سبتمبر 2016،[84] مارس 2017[85]، فبراير 2018، ديسمبر 2018
- فريق الموسم من الدوري الإسباني: 2014–15[86]
- أفضل لاعب فرنسي خلال العام من أونزي: 2014–15[87]
- فريق الموسم من الدوري الاسباني من الويفا: 2015–16[88]
- جائزة تروفيز ويو إن إب بي لأفضل لاعب فرنسي يلعب في الخارج: 2016[89]
- دوري أبطال أوروبا فريق الموسم: 2015–16،[90] 2016–17[91]
- الدوري الأوروبي تشكيلة الموسم: 2017–18[92]
- الدوري الأوروبي لاعب الموسم: 2017–18[93]
- بطولة أمم أوروبا أفضل لاعب: 2016[94]
- بطولة أمم أوروبا الحذاء الذهبي: 2016[95]
- بطولة أمم أوروبا فريق البطولة: 2016[96]
- جائزة اليويفا لأفضل فريق: 2016[97]
- جائزة أفضل لاعب في أوروبا: المركز الثاني 2016،[98] المركز الرابع 2018[99]
- جائزة أفضل لاعب فرنسي: 2016[100]
- جماهير الدوري الاسباني "لاعب الخمس نجوم": 2016[101]
- فيفبرو الفريق الثاني: 2016[102]
- فيفبرو الفريق الثالث: 2018[103]
- فيفبرو الفريق الرابع: 2017[104]
- فيفبرو مُرشح: 2019 (المهاجم 12)
- الكرة البرونزية في كأس العالم: 2018[105]
- الحذاء الفضية في كأس العالم: 2018[106]
- تشكيلة كأس العالم وفقاُ لفانتازي ماكدونالدز: 2018[106]
- كأس العالم أفضل مُمرّر: 2018[107]
- تشكيلة العام من الاتحاد الدولي لتاريخ وإحصاءات كرة القدم: 2018[108]

أوسمة
- وسام جوقة الشرف: 2018[109]

## وصلات خارجية
- أنطوان غريزمان على موقع الاتحاد الدولي (مؤرشف)  (الإنجليزية)
- أنطوان غريزمان على موقع الاتحاد الأوربي (الإنجليزية)
- أنطوان غريزمان على موقع إي إس بي إن إف سي (الإنجليزية)
- أنطوان غريزمان على موقع قاعدة بيانات كرة القدم.إي يو (الإنجليزية)
- أنطوان غريزمان على موقع ليكيب (الفرنسية)
- أنطوان غريزمان على موقع ناشيونال فوتبول تيمز (الإنجليزية)
- أنطوان غريزمان على موقع Soccerbase.com (لاعب) (الإنجليزية)
- أنطوان غريزمان على موقع Soccerway.com (الإنجليزية)
- أنطوان غريزمان على موقع عالم كرة القدم.نت (الإنجليزية)
- أنطوان غريزمان على موقع 365scores (الإنجليزية)
- أنطوان غريزمان على موقع IMDb (الإنجليزية)
- أنطوان غريزمان على موقع ألو سيني (الفرنسية)
- أنطوان غريزمان على موقع ميوزك برينز (الإنجليزية)
- أنطوان غريزمان على موقع قاعدة بيانات الفيلم (الإنجليزية)
- أنطوان غريزمان على موقع كينوبويسك (الروسية)